# صاحب دین

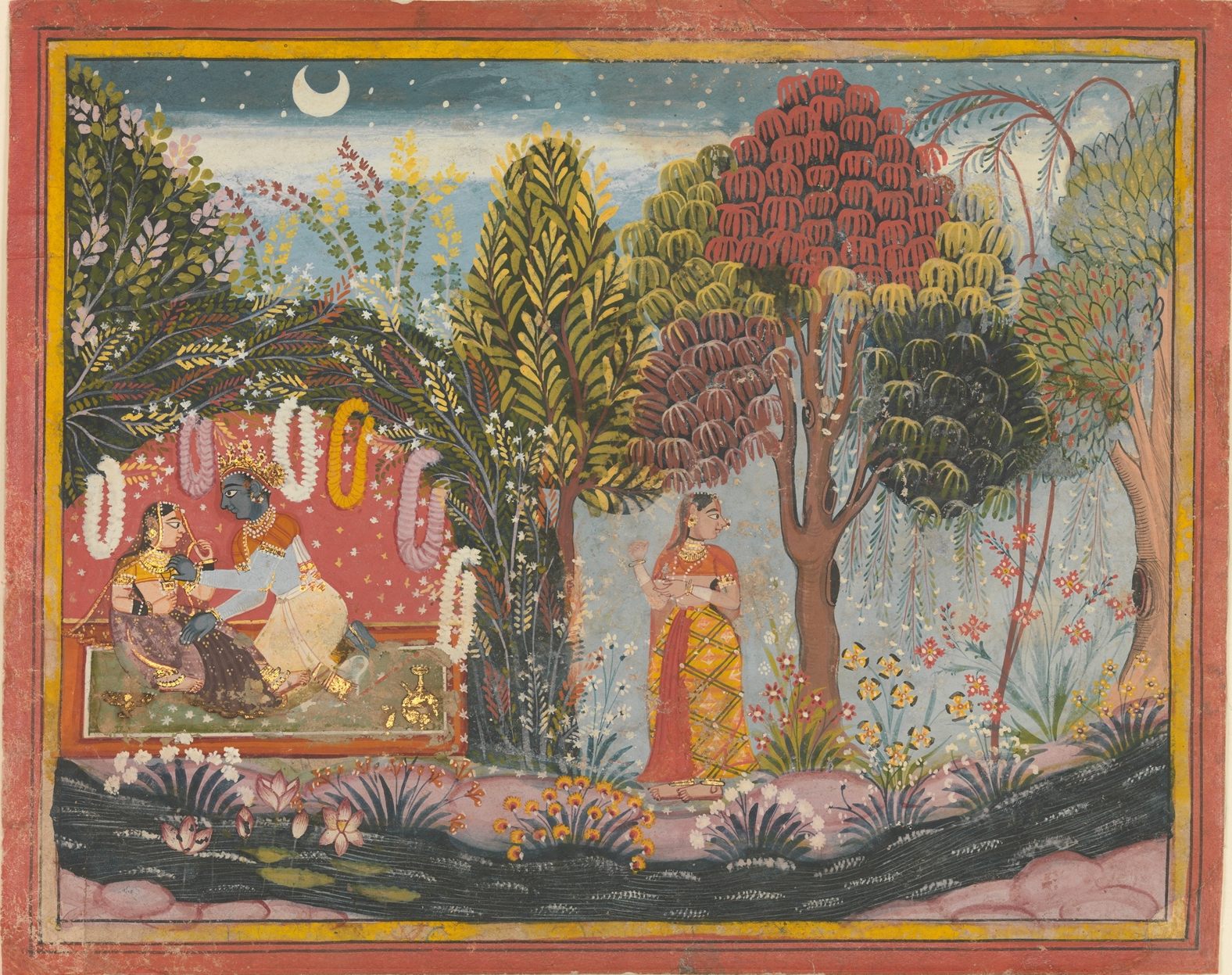
یک نمونه از کارهای صاحب دین که کریشنا و رادا را در یک صحنه گیتا گوویندا نشان می‌دهد.

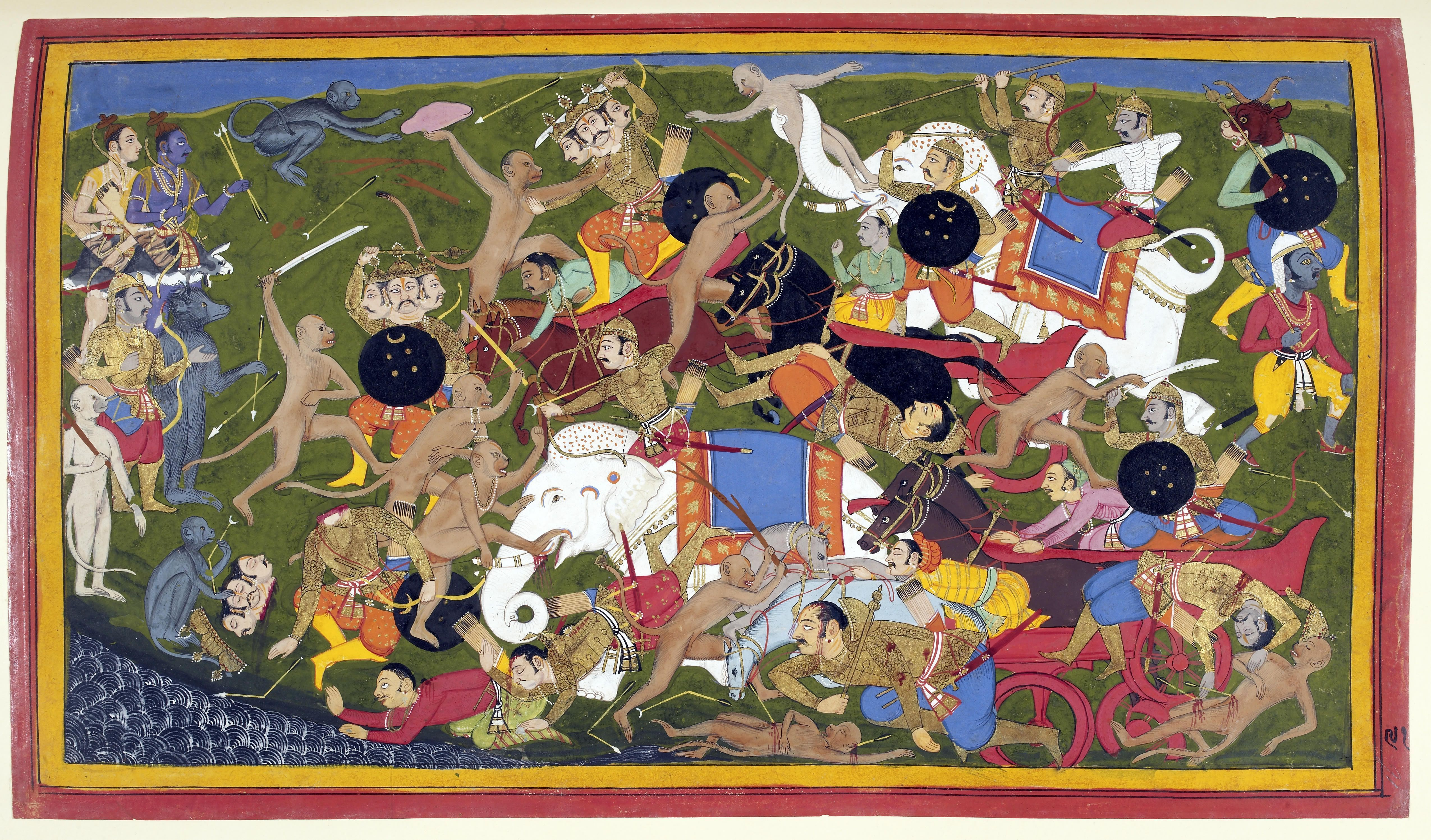
نگاره‌ای از نبرد لانکا در داستان رامایانا اثر صاحب دین.

صاحب‌دین  یک نقاش مینیاتور اهل موار در قرن ۱۷ در راجستان هند بود. او یکی از نقاشان مکتب نقاشی راجستان بود (دیگر نقاشانی چون مانوهار در اینجا بودند). صاحب دین یک مسلمان بوده ولی آثارش تحت تأثیر فرهنگ و دین هندوهاست و مضامین دین هندیان در آثارش مشخص است. صاحب دین نقاشی‌های ماهرانه‌ای از ترکیب عناصر «محبوب گورکانی»، که سبک رایج در سراسر شمال هند بود، با سبک سنتی راجپوتی به وجود آورده‌است.
در میان آثار بازمانده از او یک سری از آثار زیبا با مضمون "راگمالا" از ۱۶۲۸; یک سری نقاشی از کتاب مقدس بهاگواتا پورانا از ۱۶۴۸; و تصاویر متعلق به یودها کاندا در فصل ششم کتاب رامایانا از ۱۶۵۲ حضور دارند. سبک صاحبدین می‌توان در ادامه و راستای سبک گجراتی با جزئیاتی همچون کوهستان‌ها، برگرفته از هنر گورکانی، در نظر گرفته شود.